# Ballinakill (Wicklow)
Ballinakill, irl. Baile na Coille – wieś w Irlandii, w prowincji Leinster, we wschodniej części hrabstwa Wicklow, w pobliżu drogi lokalnej L2172. Miejscowość otaczają głównie łąki i pastwiska.